# Châlons-du-Maine
Châlons-du-Maine ist eine französische Gemeinde mit 691 Einwohnern (Stand: 1. Januar 2022) im Département Mayenne in der Region Pays de la Loire; sie gehört zum Arrondissement Laval und zum Kanton Bonchamp-lès-Laval. Die Einwohner werden Châlonnais und Châlonnaises genannt.

## Geographie
Châlons-du-Maine liegt etwa 14 Kilometer nordöstlich von Laval. Umgeben wird Châlons-du-Maine von den Nachbargemeinden Martigné-sur-Mayenne im Norden, La Bazouge-des-Alleux im Nordosten, Gesnes im Osten, Montsûrs im Südosten, La Chapelle-Anthenaise im Süden sowie Sacé im Westen und Nordwesten.

## Bevölkerungsentwicklung
| Jahr                       | 1962 | 1968 | 1975 | 1982 | 1990 | 1999 | 2006 | 2019 |
| Einwohner                  | 327  | 325  | 298  | 284  | 377  | 422  | 553  | 711  |
| Quellen: Cassini und INSEE |      |      |      |      |      |      |      |      |

## Sehenswürdigkeiten
- Kirche Saint-Pierre aus dem 11. oder 12. Jahrhundert

## Persönlichkeiten
- Jules Renard (1864–1910), französischer Schriftsteller und Journalist, geboren in Châlons-du-Maine

## Gemeindepartnerschaft
Mit der deutschen Gemeinde Rosendahl in Nordrhein-Westfalen besteht seit 1970 eine Partnerschaft.